# کنسرواتوار دولتی چایکوفسکی مسکو

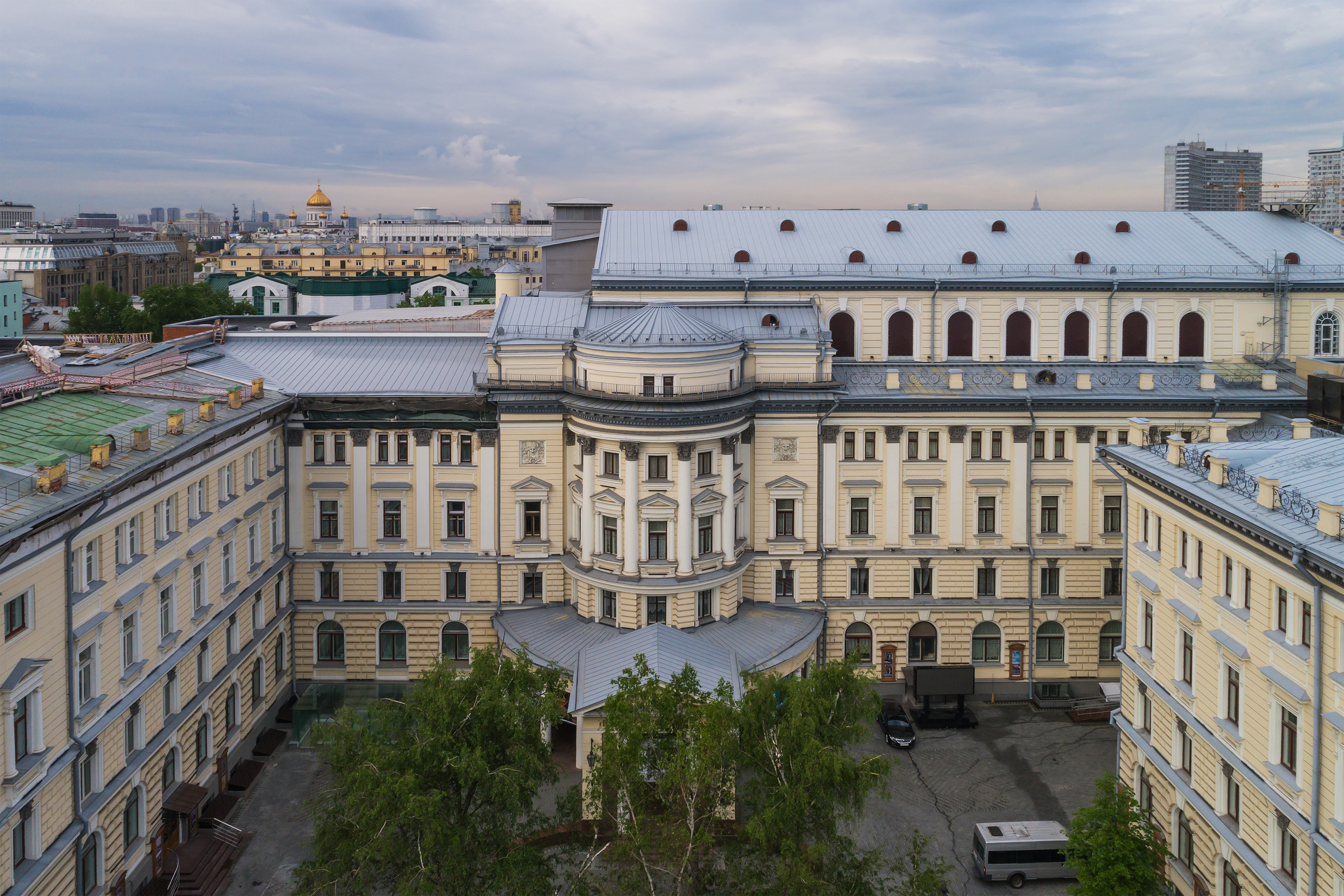
تالار بولشوی کنسرواتوار مسکو

کنسرواتوار دولتی چایکوفسکی مسکو (به روسی: Московская государственная консерватория имени П. И. Чайковского، آوانگاری: کنسرواتوار دولتی مسکو نامگذاری شده به نام پ.ا. چایکوفسکی) یکی از مراکز تحصیلات عالی در روسیه است. این کنسرواتوار در سال ۱۸۶۶ تأسیس شده پس از کنسرواتوار سنت پیترزبورگ قدیمی‌ترین کنسرواتوار روسیه است. نام این کنسرواتوار در ابتدا کنسرواتوار سلطنتی مسکو بود که در سال ۱۹۴۰ به نام پیوتر ایلیچ چایکوفسکی نامگذاری شد.

## تعدادی از فارغ‌التحصیلان سرشناس
- سرگئی راخمانینف - نوازنده پیانو، آهنگساز، رهبر ارکستر
- والری آفاناسیف – نوازنده پیانو
- ادوارد آرتمیف – آهنگساز
- ولادیمیر اشکنازی – نوازنده پیانو، رهبری
- لازار برمن – نوازنده پیانو
- ادیسون دنیسوف – آهنگساز
- آلکسی گوروخوف – نوازنده ویولن، موسیقی‌شناسی، معلم
- سوفیا گوبایدولینا – آهنگساز
- آرام خاچاتوریان – آهنگساز
- لئونید کوگان – نوازنده ویولن
- گیدون کرمر - نوازنده ویولن
- داوید اویستراخ – نوازنده ویولن
- گرگور پیاتیگورسکی – نوازنده ویولنسل
- سرگئی راخمانینف – نوازنده پیانو، آهنگساز
- سویاتوسلاو ریختر – نوازنده پیانو
- مستیسلاف روستروپوویچ – نوازنده ویولنسل، رهبر ارکستر
- رادیون شچدرین – آهنگساز و نوازنده پیانو
- آلفرد اشنیتکه – آهنگساز
- ولادیمیر اسپیواکف – نوازنده ویولن، رهبر ارکستر
- طالب‌خان شهیدی – آهنگساز